# Rienat Ibragimow
Rienat Islamowicz Ibragimow ros. Ренат Исламович Ибрагимов (ur. 20 listopada 1947 we Lwowie, zm. 14 maja 2022 w Moskwie) – rosyjski śpiewak operowy i estradowy, producent muzyczny.

## Życiorys
Urodził się w rodzinie oficera zawodowego i już jako dziecko wyróżniał się talentem wokalnym. W 1973 ukończył studia w Państwowym Konserwatorium w Kazaniu i rozpoczął występy na scenie Tatarskiego Teatru Opery i Baletu im. Musy Cälila. Tam też śpiewał główne role w operach Kniaź Igor (tytułowa), Carmen (Escamillo), Fauście (Walenty) i tytułową rolę w Eugeniuszu Onieginie.
Sławę w ZSRR przyniosło mu zwycięstwo w konkursie wokalnym w Soczi w 1975. Oprócz występów na scenach operowych i na estradzie w jego dorobku jest także kilkanaście ról filmowych, wśród nich główna rola w filmie muzycznym z 1993 Итальянский контракт (którego był także producentem). W 1999 powołał do życia własną scenę - Teatr Pieśni Renata Ibragimowa.
W 1978 otrzymał tytuł Ludowego Artysty Tatarskiej ASRR, a w 1981 Ludowego Artysty Rosyjskiej FSRR.
Był trzykrotnie żonaty. Od października 2009 żoną artysty była Swietłana Minnechanowa. Miał pięcioro dzieci.